# Palazzo Barzizza
Palazzo Barzizza è un palazzo di Venezia, situato nel sestiere di San Polo e affacciato sul Canal Grande, accanto a Palazzo Giustinian Businello e di fronte a Ca' Farsetti.

## Storia
Il palazzo nasce come casa-fondaco nel XIII secolo, di proprietà dei Contarini. La struttura viene poi rimaneggiata nel XVI secolo, quando viene ammodernata.
Palazzo Barzizza deve il proprio nome ai proprietari che lo acquisirono nel XVIII secolo, i nobili bergamaschi Barzizza, che ricostruirono la parte sinistra del palazzo originale.
Attualmente l'antica dimora è ancora una casa privata.

## Architettura
La facciata, molto compromessa dai numerosi restauri e ricostruzioni avvenute nei secoli, si presenta asimmetrica e ricca di elementi contrastanti, dovuti agli stili delle diverse epoche.
Centralmente la forometria è stata compromessa dalle ricostruzioni settecentesche: la prima apertura dell'elegante pentafora del secondo piano nobile è stata parzialmente coperta e murata; le corrisponde una pentafora di dimensioni minori al primo piano.
Il blocco sinistro della facciata ha monofore a tutto sesto a evidenziarne i livelli, mentre la parte destra, più antica, si distingue per la presenza di una monofora gotica con balaustra.
Di particolare valore il vecchio portale scolpito, anch'esso compromesso sul lato destro, dall'edificazione successiva di una terrazza sporgente sul canale.